# 1737
1737 (MDCCXXXVII) fue un año común comenzado en martes según el calendario gregoriano.

## Acontecimientos
- 2 de febrero: el pueblo de Panamá (actual capital de la República de Panamá) es destruido por un terrible incendio, al que se denominó Fuego Grande.
- 27 de junio: Convención de Versalles[1] donde Francia se compromete a intervenir en Córcega si Génova lo solicita.
- 11 a 12 de octubre: en la noche, la ciudad de Calcuta (capital de Bengala, en la India) recibe en medio de una tormenta (cayeron 380 mm de agua en 6 h) una marejada ciclónica de varios metros de altura, generada por un superciclón. Solo en Calcuta ―que en esa época contaba con 20.000 habitantes― mueren 3000 personas. Posiblemente sea exagerado el número de 300 000 personas fallecidas, y la ola de «12 m de altura» (posiblemente bastante menos). Algunos consideran que se trató de un maremoto.[2]
- 17 de octubre: en Rusia, la península de Kamchatka es sacudida por un violentísimo terremoto de 9,3, generando un tsunami con olas que alcanzaron los 70 metros de altura.
- 24 de diciembre: Un terremoto de 7,5 sacude el centro-sur de Chile.
- En la actual Uruguay se levanta el sitio al pueblo de Colonia del Sacramento, con base en el Armisticio de París, sin que la ciudadela fuera tomada, quedando en poder de los portugueses.

## Arte y literatura
- 24 de octubre: en París se estrena Castor et Pollux, de Jean Philippe Rameau.
- Se publica Poética, de Ignacio Luzán.
- Se publica Orígenes de la lengua castellana, de Gregorio Mayans y Siscar.

## Ciencia y tecnología
- John Harrison crea el primer cronómetro marino capaz de calcular la longitud.

## Nacimientos
- 19 de enero: Jacques-Henri Bernardin de Saint-Pierre, escritor y botánico francés (f. 1814).
- 29 de enero: Thomas Paine, pensador, revolucionario, ilustrado y liberal británico (f. 1809).
- 9 de abril: Jean-Baptiste Tierce, pintor y dibujante francés (f. 1795).
- 14 de agosto: Charles Hutton, matemático británico (f. 1823).
- 17 de agosto: Antoine Parmentier, agrónomo francés (f. 1813).
- 9 de septiembre: Luigi Galvani, médico, fisiólogo y físico italiano (f. 1798).
- 30 de septiembre: Antonio Tavira Almazán, obispo español en Canarias, Osma y Salamanca (f. 1807).

## Fallecimientos
- 8 de diciembre: Antonio Stradivari, lutier italiano (n. 1644).